# Dingshan, Qijiang
Dingshan (kinesiska: 丁山) är en köping i sydvästra Kina. Den ligger i stadsdistriktet Qijiang i storstadsområdet Chongqing, omkring 94 kilometer söder om det centrala stadsdistriktet Yuzhong. Antalet invånare är 8396. Befolkningen består av 3 985 kvinnor och 4 411 män. Barn under 15 år utgör 25,0 %, vuxna 15-64 år 60 %, och äldre över 65 år 13,0 %.